# Petrus Johannes Witteman
Petrus Johannes (Piet) Witteman (Nieuwendam, 26 februari 1892 – Haarlem, 28 september 1972) was een Nederlands politicus die in 1947-48 minister was voor de KVP.

## Loopbaan
Witteman was gedeputeerde in Noord-Holland, korte tijd minister van Binnenlandse Zaken en senator. Hij was advocaat in Amsterdam. Hij was een onafhankelijk en tolerant katholiek met veel invloed in de politiek en het maatschappelijk middenveld. Door zijn schoonfamilie (zijn vrouw Johanna Cecilia behoorde tot de Andriessens) was hij ook goed thuis in kringen van kunstenaars. Hij volgde in 1947 Beel op als minister en bracht onder meer een noodregeling voor de gemeentefinanciën tot stand. Na zijn ministerschap was hij nog vijftien jaar lid van de Eerste Kamer. Witteman onderhield jarenlang nauwe banden met de KRO. Hij was ook voorzitter van een overheidscommissie die onderzoek deed naar het Nederlandse orkestenbestel en adviezen gaf over de subsidiëring en salariëring ervan.
Hij is de vader van televisiepresentator Paul Witteman.
- Biografisch Portaal: 08626749
- Digitale Bibliotheek voor de Nederlandse Letteren: witt155
- International Standard Name Identifier: 0000 0003 8773 2644
- Nederlandse Thesaurus van Auteursnamen: 074889540
- Parlement.com: vg09lld3f4z8
- Virtual International Authority File: 280753867
- WorldCat: E39PBJjt8PkMgP374R8pvPxJjC